# Bröllopsresan
Bröllopsresan är en svensk dramafilm från 1936 i regi av Gustaf Molander. 

## Handling
Direktör Jonas Björkman reser till Köpenhamn tillsammans med sin dotter Astrid, nyligen gift med greve Erik Lejonsköld. När brudparet ska åka på bröllopsresa till Rivieran får "greven" ett telegram från London som säger att han måste på affärsmöte. Jonas och Astrid reser själva till Rivieran med varandra som sällskap, i väntan på maken.

## Om filmen
Filmen premiärvisades 4 januari 1936 på biografen i Lövestad med Stockholmspremiär 24 april 1936 på Spegeln. Inspelningen skedde med ateljéfilmning i Filmstaden i Råsunda med exteriörer från Köpenhamn och Rivieran i Frankrike av Julius Jaenzon.
Som förlaga har man Franz Arnolds pjäs Da stimmt was nicht från 1932. Pjäsen fick svensk premiär på Komediteatern i Stockholm 1933 under titeln Celebert bröllop Pjäsen har tidigare filmats i Tyskland av Hans H. Zerlett 1934.

## Rollista (i urval)
- Håkan Westergren - greve Erik Lejonsköld/Emil Larsson, chaufför
- Anne-Marie Brunius - Astrid Björkman
- Karin Swanström - grevinnan Julia Lejonsköld, Eriks faster
- Erik Berglund - direktör Jonas (Patrik Valdemar) Björkman, Astrids far
- Karin Albihn - Karin Ekberg
- Harry Roeck-Hansen - direktör Ekberg i Trävaruindustrier, hennes man
- Ragnar Arvedson - Henry (Bernhard) Gustavson, f.d. betjänt, utger sig för att vara greve Erik Lejonsköld
- Torsten Winge - svensk receptionschef
- Edvin Adolphson - Emanuelo Silvados, danslärare
- Olav Riégo - Holm, kontorschef
- Wiktor Andersson - Larsson, Erik Lejonskölds chaufför
- Nils Ekstam - hotelldirektören
- Peggy Lindberg - hårfrisörskan
- Oscar Rosander - fransk receptionschef
- Georg Fernquist - hotelldetektiven[6]

## Musik i filmen
- På ett litet moln i sjunde himlen, kompositör Jules Sylvain, text Sven Paddock, arrangör Hanns Bingang, sång av Nonne Hall.
- Natten är vår, kompositör Jules Sylvain, text S.S. Wilson, sång av okänd sångare
- Manuela, kompositör Jules Sylvain, instrumental, dans Edvin Adolphson
- En afton i Paris, kompositör Jules Sylvain, text S.S. Wilson, instrumental
- Ein Sommernachtstraum. Hochzeitmarsch (En midsommarnattsdröm,  Bröllopsmarsch), kompositör Felix Mendelssohn-Bartholdy, framförs trallande avHåkan Westergren
- Souvenir de Venice, kompositör Jules Sylvain, instrumental
- Puli Muli (Puli Muli/Uti drömmens sagorike), kompositör Curt Fekl, text Wolfgang Ronegg svensk text  Bo Roger, instrumental[7]